# Suddivisione amministrativa del Guangdong
La provincia del Guangdong è suddivisa amministrativamente nei seguenti tre livelli:
- 21 prefetture (地区 dìqū)
  - 19 città con status di prefettura
  - 2 città a livello sub-provinciale
- 121 contee (县 xiàn)
  - 23 città con status di contea (县级市 xiànjíshì)
  - 41 contee
  - 55 distretti (市辖区 shìxiáqū)
  - 3 contee autonome
- 1585 distretti amministrativi (镇 zhèn)
  - 1145 città (镇 zhèn)
  - 4 comuni (乡 xiāng)
  - 7 comuni etnici
  - 429 sotto-distretti (街道办事处 jiēdàobànshìchù)

| Prefettura                     | Contee, distretti e città | Contee, distretti e città | Contee, distretti e città |
| Prefettura                     | Nome | Cinese (S) | Hanyu Pinyin |
| ------------------------------ | --- | --- | --- |
| Chaozhou 潮州市 Cháozhōu Shì   | Distretto di Xiangqiao | 湘桥区 | Xiāngqiáo Qū |
| Chaozhou 潮州市 Cháozhōu Shì   | Distretto di Chao'an | 潮安县 | Cháo'ān Xiàn |
| Chaozhou 潮州市 Cháozhōu Shì   | Contea di Raoping | 饶平县 | Ràopíng Xiàn |
| Dongguan 东莞市 Dōngguǎn Shì   | Nessuna divisione a livello di contea. Il governo cittadino amministra direttamente 32 divisioni a livello di distretto amministrativo (4 sotto-distretti e 28 città). | Nessuna divisione a livello di contea. Il governo cittadino amministra direttamente 32 divisioni a livello di distretto amministrativo (4 sotto-distretti e 28 città). | Nessuna divisione a livello di contea. Il governo cittadino amministra direttamente 32 divisioni a livello di distretto amministrativo (4 sotto-distretti e 28 città). |
| Foshan città 佛山市 Fóshān Shì | Distretto di Chancheng | 禅城区 | Chánchéng Qū |
| Foshan città 佛山市 Fóshān Shì | Distretto di Gaoming | 高明区 | Gāomíng Qū |
| Foshan città 佛山市 Fóshān Shì | Distretto di Nanhai | 南海区 | Nánhǎi Qū |
| Foshan città 佛山市 Fóshān Shì | Distretto di Sanshui | 三水区 | Sānshuǐ Qū |
| Foshan città 佛山市 Fóshān Shì | Distretto di Shunde | 顺德区 | Shùndé Qū |
| Canton 广州市 Guǎngzhōu Shì    | Distretto di Baiyun | 白云区 | Báiyún Qū |
| Canton 广州市 Guǎngzhōu Shì    | Distretto di Haizhu | 海珠区 | Hǎizhū Qū |
| Canton 广州市 Guǎngzhōu Shì    | Distretto di Huadu | 花都区 | Huādū Qū |
| Canton 广州市 Guǎngzhōu Shì    | Distretto di Huangpu | 黄埔区 | Huángpù Qū |
| Canton 广州市 Guǎngzhōu Shì    | Distretto di Liwan | 荔湾区 | Lìwān Qū |
| Canton 广州市 Guǎngzhōu Shì    | Distretto di Nansha | 南沙区 | Nánshā Qū |
| Canton 广州市 Guǎngzhōu Shì    | Distretto di Panyu | 番禺区 | Pānyú Qū |
| Canton 广州市 Guǎngzhōu Shì    | Distretto di Tianhe | 天河区 | Tiānhé Qū |
| Canton 广州市 Guǎngzhōu Shì    | Distretto di Yuexiu | 越秀区 | Yuèxiù Qū |
| Canton 广州市 Guǎngzhōu Shì    | Distretto di Conghua | 从化市 | Cónghuà Qū |
| Canton 广州市 Guǎngzhōu Shì    | Zengcheng | 增城市 | Zēngchéng Shì |
| Heyuan 河源市 Héyuán Shì       | Distretto di Yuancheng | 源城区 | Yuánchéng Qū |
| Heyuan 河源市 Héyuán Shì       | Contea di Heping | 和平县 | Hépíng Xiàn |
| Heyuan 河源市 Héyuán Shì       | Contea di Lianping | 连平县 | Liánpíng Xiàn |
| Heyuan 河源市 Héyuán Shì       | Contea di Lungchuan | 龙川县 | Lóngchuān Xiàn |
| Heyuan 河源市 Héyuán Shì       | Contea di Dongyuan | 东源县 | Dōngyuán Xiàn |
| Heyuan 河源市 Héyuán Shì       | Contea di Zijin | 紫金县 | Zǐjīn Xiàn |
| Huizhou 惠州市 Huìzhōu Shì     | Distretto di Huicheng | 惠城区 | Huìchéng Qū |
| Huizhou 惠州市 Huìzhōu Shì     | Distretto di Huiyang | 惠阳区 | Huìyáng Qū |
| Huizhou 惠州市 Huìzhōu Shì     | Contea di Boluo | 博罗县 | Bóluó Xiàn |
| Huizhou 惠州市 Huìzhōu Shì     | Contea di Huidong | 惠东县 | Huìdōng Xiàn |
| Huizhou 惠州市 Huìzhōu Shì     | Contea di Longmen | 龙门县 | Lóngmén Xiàn |
| Jiangmen 江门市 Jiāngmén Shì   | Distretto di Jianghai | 江海区 | Jiānghǎi Qū |
| Jiangmen 江门市 Jiāngmén Shì   | Distretto di Pengjiang | 蓬江区 | Péngjiāng Qū |
| Jiangmen 江门市 Jiāngmén Shì   | Distretto di Xinhui | 新会区 | Xīnhuì Qū |
| Jiangmen 江门市 Jiāngmén Shì   | Enping | 恩平市 | Ēnpíng Shì |
| Jiangmen 江门市 Jiāngmén Shì   | Heshan | 鹤山市 | Hèshān Shì |
| Jiangmen 江门市 Jiāngmén Shì   | Kaiping | 开平市 | Kāipíng Shì |
| Jiangmen 江门市 Jiāngmén Shì   | Taishan | 台山市 | Táishān Shì |
| Jieyang 揭阳市 Jiēyáng Shì     | Distretto di Rongcheng | 榕城区 | Róngchéng Qū |
| Jieyang 揭阳市 Jiēyáng Shì     | Puning | 普宁市 | Pǔníng Shì |
| Jieyang 揭阳市 Jiēyáng Shì     | Contea di Huilai | 惠来县 | Huìlái Xiàn |
| Jieyang 揭阳市 Jiēyáng Shì     | Distretto di Jiedong | 揭东区 | Jiēdōng Qū |
| Jieyang 揭阳市 Jiēyáng Shì     | Contea di Jiexi | 揭西县 | Jiēxī Xiàn |
| Maoming 茂名市 Màomíng Shì     | Distretto di Maonan | 茂南区 | Màonán Qū |
| Maoming 茂名市 Màomíng Shì     | Gaozhou | 高州市 | Gāozhōu Shì |
| Maoming 茂名市 Màomíng Shì     | Huazhou | 化州市 | Huàzhōu Shì |
| Maoming 茂名市 Màomíng Shì     | Xinyi | 信宜市 | Xìnyí Shì |
| Maoming 茂名市 Màomíng Shì     | Distretto di Dianbai | 电白区 | Diànbái Qū |
| Meizhou 梅州市 Méizhōu Shì     | Distretto di Meijiang | 梅江区 | Méijiāng Qū |
| Meizhou 梅州市 Méizhōu Shì     | Xingning | 兴宁市 | Xīngníng Shì |
| Meizhou 梅州市 Méizhōu Shì     | Contea di Dabu | 大埔县 | Dàbù Xiàn |
| Meizhou 梅州市 Méizhōu Shì     | Contea di Fengshun | 丰顺县 | Fēngshùn Xiàn |
| Meizhou 梅州市 Méizhōu Shì     | Contea di Jiaoling | 蕉岭县 | Jiāolǐng Xiàn |
| Meizhou 梅州市 Méizhōu Shì     | Contea di Mei | 梅县 | Méi Xiàn |
| Meizhou 梅州市 Méizhōu Shì     | Contea di Pingyuan | 平远县 | Píngyuǎn Xiàn |
| Meizhou 梅州市 Méizhōu Shì     | Contea di Wuhua | 五华县 | Wǔhuá Xiàn |
| Qingyuan 清远市 Qīngyuǎn Shì   | Distretto di Qingcheng | 清城区 | Qīngchéng Qū |
| Qingyuan 清远市 Qīngyuǎn Shì   | Lianzhou | 连州市 | Liánzhōu Shì |
| Qingyuan 清远市 Qīngyuǎn Shì   | Yingde | 英德市 | Yīngdé Shì |
| Qingyuan 清远市 Qīngyuǎn Shì   | Contea di Fogang | 佛冈县 | Fógāng Xiàn |
| Qingyuan 清远市 Qīngyuǎn Shì   | Distretto di Qingxin | 清新区 | Qīngxīn Qū |
| Qingyuan 清远市 Qīngyuǎn Shì   | Contea di Yangshan | 阳山县 | Yángshān Xiàn |
| Qingyuan 清远市 Qīngyuǎn Shì   | Contea autonoma Yao di Liannan | 连南瑶族自治县 | Liánnán Yáozú Zìzhìxiàn |
| Qingyuan 清远市 Qīngyuǎn Shì   | Contea autonoma Zhuang e Yao di Lianshan | 连山壮族 瑶族自治县 | Liánshān Zhuàngzú Yáozú Zìzhìxiàn |
| Shantou 汕头市 Shàntóu Shì     | Distretto di Chaonan | 潮南区 | Cháonán Qū |
| Shantou 汕头市 Shàntóu Shì     | Distretto di Chaoyang | 潮阳区 | Cháoyáng Qū |
| Shantou 汕头市 Shàntóu Shì     | Distretto di Chenghai | 澄海区 | Chénghǎi Qū |
| Shantou 汕头市 Shàntóu Shì     | Distretto di Haojiang | 濠江区 | Háojiāng Qū |
| Shantou 汕头市 Shàntóu Shì     | Distretto di Jinping | 金平区 | Jīnpíng Qū |
| Shantou 汕头市 Shàntóu Shì     | Distretto di Longhu | 龙湖区 | Lónghú Qū |
| Shantou 汕头市 Shàntóu Shì     | Contea di Nan'ao | 南澳县 | Nán'ào Xiàn |
| Shanwei 汕尾市 Shànwěi Shì     | Distretto urbano | 城区 | Chéng Qū |
| Shanwei 汕尾市 Shànwěi Shì     | Lufeng | 陆丰市 | Lùfēng Shì |
| Shanwei 汕尾市 Shànwěi Shì     | Contea di Haifeng | 海丰县 | Hǎifēng Xiàn |
| Shanwei 汕尾市 Shànwěi Shì     | Contea di Luhe | 陆河县 | Lùhé Xiàn |
| Shaoguan 韶关市 Sháoguān Shì   | Distretto di Qujiang | 曲江区 | Qǔjiāng Qū |
| Shaoguan 韶关市 Sháoguān Shì   | Distretto di Wujiang | 武江区 | Wǔjiāng Qū |
| Shaoguan 韶关市 Sháoguān Shì   | Distretto di Zhenjiang | 浈江区 | Zhēnjiāng Qū |
| Shaoguan 韶关市 Sháoguān Shì   | Lechang | 乐昌市 | Lèchāng Shì |
| Shaoguan 韶关市 Sháoguān Shì   | Nanxiong | 南雄市 | Nánxióng Shì |
| Shaoguan 韶关市 Sháoguān Shì   | Contea di Renhua | 仁化县 | Rénhuà Xiàn |
| Shaoguan 韶关市 Sháoguān Shì   | Contea di Shixing | 始兴县 | Shǐxīng Xiàn |
| Shaoguan 韶关市 Sháoguān Shì   | Contea di Wengyuan | 翁源县 | Wēngyuán Xiàn |
| Shaoguan 韶关市 Sháoguān Shì   | Contea di Xinfeng | 新丰县 | Xīnfēng Xiàn |
| Shaoguan 韶关市 Sháoguān Shì   | Contea autonoma Yao di Ruyuan | 乳源瑶族自治县 | Rǔyuán Yáozú Zìzhìxiàn |
| Shenzhen 深圳市 Shēnzhèn Shì   | Distretto di Bao'an | 宝安区 | Bǎo'ān Qū |
| Shenzhen 深圳市 Shēnzhèn Shì   | Distretto di Futian | 福田区 | Fútián Qū |
| Shenzhen 深圳市 Shēnzhèn Shì   | Distretto di Longgang | 龙岗区 | Lónggǎng Qū |
| Shenzhen 深圳市 Shēnzhèn Shì   | Distretto di Luohu | 罗湖区 | Luóhú Qū |
| Shenzhen 深圳市 Shēnzhèn Shì   | Distretto di Nanshan | 南山区 | Nánshān Qū |
| Shenzhen 深圳市 Shēnzhèn Shì   | Distretto di Yantian | 盐田区 | Yántián Qū |
| Shenzhen 深圳市 Shēnzhèn Shì   | Distretto di Guangming | 光明新区 | Guāngmíng Xīn Qū |
| Yangjiang 阳江市 Yángjiāng Shì | Distretto di Jiangcheng | 江城区 | Jiāngchéng Qū |
| Yangjiang 阳江市 Yángjiāng Shì | Yangchun | 阳春市 | Yángchūn Shì |
| Yangjiang 阳江市 Yángjiāng Shì | Distretto di Yangdong | 阳东区 | Yángdōng Qū |
| Yangjiang 阳江市 Yángjiāng Shì | Contea di Yangxi | 阳西县 | Yángxī Xiàn |
| Yunfu 云浮市 Yúnfú Shì         | Distretto di Yuncheng | 云城区 | Yúnchéng Qū |
| Yunfu 云浮市 Yúnfú Shì         | Luoding | 罗定市 | Luódìng Shì |
| Yunfu 云浮市 Yúnfú Shì         | Contea di Xinxing | 新兴县 | Xīnxīng Xiàn |
| Yunfu 云浮市 Yúnfú Shì         | Contea di Yunan | 郁南县 | Yùnán Xiàn |
| Yunfu 云浮市 Yúnfú Shì         | Distretto di Yun'an | 云安区 | Yún'ān Qū |
| Zhanjiang 湛江市 Zhànjiāng Shì | Distretto di Chikan | 赤坎区 | Chìkǎn Qū |
| Zhanjiang 湛江市 Zhànjiāng Shì | Distretto di Mazhang | 麻章区 | Mázhāng Qū |
| Zhanjiang 湛江市 Zhànjiāng Shì | Distretto di Potou | 坡头区 | Pōtóu Qū |
| Zhanjiang 湛江市 Zhànjiāng Shì | Distretto di Xiashan | 霞山区 | Xiáshān Qū |
| Zhanjiang 湛江市 Zhànjiāng Shì | Leizhou | 雷州市 | Léizhōu Shì |
| Zhanjiang 湛江市 Zhànjiāng Shì | Lianjiang | 廉江市 | Liánjiāng Shì |
| Zhanjiang 湛江市 Zhànjiāng Shì | Wuchuan | 吴川市 | Wúchuān Shì |
| Zhanjiang 湛江市 Zhànjiāng Shì | Contea di Suixi | 遂溪县 | Suíxī Xiàn |
| Zhanjiang 湛江市 Zhànjiāng Shì | Contea di Xuwen | 徐闻县 | Xúwén Xiàn |
| Zhaoqing 肇庆市 Zhàoqìng Shì   | Distretto di Dinghu | 鼎湖区 | Dǐnghú Qū |
| Zhaoqing 肇庆市 Zhàoqìng Shì   | Distretto di Duanzhou | 端州区 | Duānzhōu Qū |
| Zhaoqing 肇庆市 Zhàoqìng Shì   | Gaoyao | 高要市 | Gāoyào Shì |
| Zhaoqing 肇庆市 Zhàoqìng Shì   | Sihui | 四会市 | Sìhuì Shì |
| Zhaoqing 肇庆市 Zhàoqìng Shì   | Contea di Deqing | 德庆县 | Déqìng Xiàn |
| Zhaoqing 肇庆市 Zhàoqìng Shì   | Contea di Fengkai | 封开县 | Fēngkāi Xiàn |
| Zhaoqing 肇庆市 Zhàoqìng Shì   | Contea di Guangning | 广宁县 | Guǎngníng Xiàn |
| Zhaoqing 肇庆市 Zhàoqìng Shì   | Contea di Huaiji | 怀集县 | Huáijí Xiàn |
| Zhongshan 中山市 Zhōngshān Shì | Nessuna divisione a livello di contea. Il governo cittadino amministra direttamente 24 divisioni a livello di distretto amministrativo (6 sotto-distretti e 18 città). | Nessuna divisione a livello di contea. Il governo cittadino amministra direttamente 24 divisioni a livello di distretto amministrativo (6 sotto-distretti e 18 città). | Nessuna divisione a livello di contea. Il governo cittadino amministra direttamente 24 divisioni a livello di distretto amministrativo (6 sotto-distretti e 18 città). |
| Zhuhai 珠海市 Zhūhǎi Shì       | Distretto di Doumen | 斗门区 | Dǒumén Qū |
| Zhuhai 珠海市 Zhūhǎi Shì       | Distretto di Jinwan | 金湾区 | Jīnwān Qū |
| Zhuhai 珠海市 Zhūhǎi Shì       | Distretto di Xiangzhou | 香洲区 | Xiāngzhōu Qū |